# Литовский, Валентин Осафович
Валентин Осафович Литовский (1921, Москва — 1941, Минская область) — советский актёр кино. Сын писателя О. С. Литовского.

## Биография
Снялся в одной роли, — юного А. С. Пушкина в фильме «Юность поэта», поставленном режиссёром Абрамом Народицким на киностудии «Ленфильм» в 1936 году к столетию дуэли. Фильм пользовался большой популярностью, на Всемирной выставке в Париже был удостоен золотой медали.
Валентин мечтал поступить в ГИТИС, стать режиссёром, но этим планам помешала война. 23 октября 1939 года был призван Свердловским РВК (Московская обл., г. Москва, Свердловский р-н). В июле 1941 года жизнь актёра оборвалась на театре боевых действий Великой Отечественной войны, под Минском.

## Фильмография
- 1936 — Юность поэта — юный Александр Пушкин